# Aphnaeinae
Aphnaeinae zijn een onderfamilie van vlinders uit de familie van de Lycaenidae. De wetenschappelijke naam van de onderfamilie werd voor het eerst gepubliceerd 1884 door William Lucas Distant. Door sommige auteurs wordt dit taxon nog als een geslachtengroep binnen de Theclinae beschouwd.
De meeste soorten van deze onderfamilie komen in Afrika voor.

## Geslachten
- Aphnaeus Hübner, 1819
- Aloeides Hübner, 1819
- Argyraspodes Tite & Dickson, 1973
- Axiocerses Hübner, 1819
- Cesa Seven, 1997
- Chloroselas Butler, 1886
- Chrysoritis Butler, 1898
- Cigaritis Donzel, 1847
- Crudaria Wallengren, 1875
- Erikssonia Trimen, 1891
- Lipaphnaeus Aurivillius, 1916
- Phasis Hübner, 1819
- Pseudaletis Druce, 1888
- Trimenia Tite & Dickson, 1973
- Tylopaedia Tite & Dickson, 1973
- Vansomerenia Heath, 1997
- Zeritis Boisduval, 1836